# Pearl (film)
Pearl è un film del 2022 diretto da Ti West. 
La sceneggiatura è stata firmata a quattro mani dal regista con Mia Goth, che interpreta anche il ruolo della protagonista. Prequel del film X: A Sexy Horror Story e secondo film della trilogia X, narra la storia di Pearl e della sua ambizione di diventare una star del cinema durante la prima guerra mondiale.
La pellicola è stata presentata in anteprima mondiale alla 79ª Mostra internazionale d'arte cinematografica di Venezia il 3 settembre 2022. La prima distribuzione nei cinema statunitensi, da parte di A24, è partita dal successivo 16 settembre. Pearl ha ricevuto pareri positivi da parte della critica specializzata, che ha elogiato l'interpretazione di Mia Goth e i suoi omaggi ai film dell'età d'oro di Hollywood – in particolare de Il mago di Oz, Non aprite quella porta e Mary Poppins. Il capitolo conclusivo della trilogia, nonché sequel di X: A Sexy Horror Story, MaXXXine, è uscito nel 2024.

## Trama
Texas, 1918. Pearl è una giovane donna che vive con i suoi genitori immigrati tedeschi nella loro fattoria in Texas, mentre suo marito, Howard, presta servizio nella prima guerra mondiale. Suo padre è infermo e paralizzato, e la sua severa madre, Ruth, insiste perché lei si prenda cura sia di lui che della fattoria mentre si isolano per proteggersi dalla pandemia di influenza spagnola. Pearl aspira a diventare una ballerina di fila o una star del cinema, cosa che Ruth disapprova, e si irrita per l'isolamento. Pearl mostra anche segni di psicopatia. Maltratta il padre in segreto e uccide animali, che dà in pasto a un alligatore che ha soprannominato Theda.
Un giorno, mentre è in visita in città, Pearl incontra un proiezionista che si affeziona a lei. Dopo essere tornata alla fattoria, Pearl continua a mostrare segni di disturbi mentali mentre balla con uno spaventapasseri in un campo di mais e fa dell'autoerotismo sopra lui. Durante la cena, Ruth rimprovera Pearl per il suo comportamento e le nega il cibo.
Pearl sente da Mitsy, la sua ricca cognata, di un'audizione per trovare nuovi ballerini per una compagnia in giro per lo stato, e la immagina come il suo biglietto per uscire dal trascorrere la sua vita in fattoria e dal doversi occupare di suo padre. In seguito fa visita al proiezionista, che le mostra "A Free Ride" un film porno (al tempo illegale negli Stati Uniti), e la incoraggia a perseguire i suoi sogni. Pearl commenta che non può abbandonare la sua famiglia e dice: "Se solo morissero".
Quella sera, Ruth e Pearl litigano a cena, mentre lei rivela di sapere che Pearl è andata al cinema. Pearl confessa di voler fare un provino e chiede il permesso a Ruth, al che lei dichiara che Pearl è il suo più grande fallimento. Scoppia una lite durante la quale Pearl spinge sua madre contro il focolare, facendole prendere fuoco il vestito. Mentre brucia, Pearl le versa addosso dell'acqua bollente per spegnere le fiamme e poi la trascina in cantina lasciando suo padre da solo nella stanza. Poi fugge al cinema, dove fa sesso con il proiezionista.
La mattina seguente, il proiezionista accompagna Pearl a casa per prepararla all'audizione. Tuttavia, è turbato dal suo improvviso comportamento agitato, così come dalla vista di un maiale in putrefazione che sua suocera ha lasciato a Ruth il giorno prima. Mentre cerca di andarsene, Pearl esplode in un impeto di rabbia per il presunto abbandono e lo pugnala a morte con un forcone. Spinge la sua auto in uno stagno, dove Theda mangia i suoi resti. Pearl si veste con uno degli abiti Belle Époque di Ruth e veste suo padre prima di soffocarlo a morte usando una federa.
Pearl arriva in chiesa per partecipare all'audizione. Pensa che la sua performance di danza impressionerà i talent scout, ma viene scartata perché non è giovane, bionda o "totalmente Americana". Mitsy la accompagna a casa nel tentativo di consolarla, il che si traduce in Pearl che si lancia in una lunga confessione su molte cose, dal risentimento verso il marito e la loro relazione, all'uccisione di animali, dei suoi genitori e del proiezionista. Pearl poi costringe una Mitsy sbalordita a confessare di aver vinto l'audizione. Mentre Mitsy cerca di andarsene, Pearl la insegue lungo il vialetto e la uccide con un'ascia.
Pearl smembra il corpo di Mitsy e ne dà i resti in pasto a Theda, poi va in cantina e si sdraia accanto al cadavere di Ruth. Decide di espiare i suoi crimini creando una casa per Howard.
Qualche tempo dopo, Howard torna e viene accolto dai corpi decomposti da tempo dei genitori di Pearl seduti al tavolo da pranzo attorno al banchetto in putrefazione. Mentre Howard lo fissa inorridito, Pearl lo accoglie con un sorriso prolungato e addolorato, dicendo: "Sono così felice che tu sia tornato".

## Produzione

### Sviluppo
Ti West e Mia Goth hanno iniziato a lavorare insieme alla sceneggiatura del film durante la produzione del precedente capitolo. Goth non aveva mai lavorato a una sceneggiatura in precedenza, tant'è che in un primo momento questo lavoro avrebbe dovuto essere soltanto un esercizio per permettere all'attrice di immedesimarsi meglio nel personaggio di Pearl. Il regista si è tuttavia reso conto come il lavoro avesse effettivamente le caratteristiche giuste per diventare un film vero e proprio, optando per la sua effettiva realizzazione.

### Cast
Mia Goth riprende il suo ruolo nella versione giovane di Pearl, personaggio già presente nel primo film della trilogia. Nel mese di luglio 2022 è stato annunciato che David Corenswet, Tandi Wright, Matthew Sunderland e Emma Jenkins-Purro avrebbero iniziato a far parte del progetto.

### Riprese
Le riprese si sono tenute in Nuova Zelanda, nei medesimi set utilizzati per il film precedente, subito dopo la fine delle riprese di X: A Sexy Horror Story.

## Promozione
(Tagline del film)
Il primo trailer del film è stato diffuso il 26 luglio 2022.

## Distribuzione
Il film è stato presentato in anteprima mondiale il 3 settembre 2022 in occasione della 79ª Mostra internazionale d'arte cinematografica di Venezia. È stato successivamente distribuito nei cinema statunitensi il 16 settembre 2022. Il doppiaggio italiano è distribuito per la prima volta dalla Universal tra le opzioni di audio nell'edizione home video per il Regno Unito il 19 giugno 2023. In Italia esce il 22 giugno 2023 tramite Universal Pictures Italia in streaming e home video.

## Accoglienza

### Incassi
Negli Stati Uniti d'America e in Canada, Pearl è stato distribuito insieme a The Woman King e Omicidio nel West End, prevedendo un incasso di circa quattro milioni di dollari nel weekend di apertura dalle 2 900 sale dove è stato proiettato. Il film ha incassato, nel primo giorno di proiezione, 1,3 milioni di dollari per un totale di 3,1 milioni nel primo weekend; il fine settimana successivo, gli incassi registrati al botteghino ammontavano a 1,92 milioni.

### Critica
Secondo l'aggregatore di recensioni Rotten Tomatoes, il film ha ottenuto un indice di apprezzamento del 90% e un voto di 7,70 su 10 sulla base di 142 recensioni. Il consenso critico del sito recita: «Pearl trova Ti West che spreme sangue fresco dal mondo che ha creato con X e ancora una volta beneficia di una brillante interpretazione di Mia Goth». Su Metacritic, il film ha ottenuto un voto di 73 su 100 sulla base di 30 critiche.
A seguito dell'anteprima alla 79ª Mostra internazionale d'arte cinematografica di Venezia, Peter Bradshaw del The Guardian ha recensito il film elogiando sia la regia di West che la «grandiosa interpretazione» di Goth, assegnandogli una valutazione di cinque stelle su cinque: «forse non avrei dovuto apprezzare Pearl tanto quanto mi è piaciuto: ma è intelligente, agile, raccapricciante e brutalmente ben recitato. Un gioiello». Scrivendo per il The Hollywood Reporter, David Rooney ha descritto la pellicola come una «produzione pandemica abilmente confezionata con echi narrativi di quell'ansia globale», elogiando sceneggiatura, fotografia, colonna sonora e la performance di Goth – che paragona a quella dell'attrice statunitense Shelley Duvall.
Tra gli italiani, su Quinlan.it Raffaele Meale loda il film sottolineando il suo debito visivo coi classici della Hollywood dei decenni passati: «Con grande intelligenza West gioca a carte scoperte con l’immaginario cinematografico, e così se nel precedente film guardava a Tobe Hooper, tanto per Non aprite quella porta quanto per Quel motel vicino alla palude, qui i colori rimandano ai mélo di Douglas Sirk, ma ancor più alla parte non in bianco e nero de Il mago di Oz [...] Non è un musical, Pearl, ma si muove a ritmo di una danza schizofrenica, inseguendo le corse in bicicletta della ragazza che durante una trasferta in città vuole ritagliarsi il tempo per recarsi in un cinema».
In un’altra recensione positiva, pubblicata su AsburyMovies.it, Marco Minniti sottolinea invece il legame del film col precedente di Ti West, definendolo, di quest’ultimo, un “controcampo concettuale”: «L’ambientazione di Pearl, contrariamente a quella del film precedente, è quasi interamente diurna; laddove X si rifaceva all’estetica cheap e sporca degli slasher movie anni ‘70 – e a quella selvaggia e senza filtri del porno – il nuovo film cita le meraviglie del Technicolor e l’immaginario divistico hollywoodiano, virandolo tuttavia da subito in grottesco e in visione autoriferita di un personaggio la cui follia è già latente. Un personaggio la cui determinazione naïf è quasi una disperata autodifesa contro l’orrore montante, appena celato sotto il paesaggio idilliaco».

Il regista statunitense Martin Scorsese è rimasto molto colpito dal film, definendolo «selvaggio, ipnotizzante e profondamente – e intendo profondamente – inquietante», aggiungendo che:
(Martin Scorsese in una recensione mandata alla A24)

## Riconoscimenti
- 2022 – Festival del Cinema di Sitges[20][21]
  - Miglior regia
  - Miglior attrice (Mia Goth)
  - Candidatura per miglior film
- 2022 – Toronto International Film Festival
  - Candidatura per il People's Choice Award: Midnight Madness
- 2024 – Saturn Award
  - Miglior film indipendente
  - Candidatura per la miglior attrice (Mia Goth)
  - Candidatura per la migliore sceneggiatura (Ti West e Mia Goth)

## Trasposizione letteraria
È stato annunciato per novembre 2024 il romanzo, scritto da Tim Waggoner, tratto dal film.